# Леппяваара
Леппяваара (фин. Leppävaara) или Альберга (швед. Alberga)  — район Эспоо. Крупный транспортный узел, через который проходит Набережная железная дорога (фин. Rantarata) (швед. Kustbanan) и Кольцевая дорога I (фин. Kehä I) (швед. Ring I).